# 祖农·黑力力
祖农·黑力力（1925年—）维吾尔族，新疆额敏人，中国人民解放军北疆军区副政治委员。

## 生平
1949年，祖农·黑力力参军。1950年2月，加入中国共产党。1983年5月到1985年10月，任中国人民解放军北疆军区副政治委员。